# Mahabaleshwar
Mahabaleshwar es uno de los pocos bosques de hoja perenne existentes en el mundo, es una estación de montaña localizada en el distrito de Satara en las Ghats Occidentales de Maharashtra, en India. 
Localizado aproximadamente a 120 kilómetros de Pune y a 285 kilómetros de Bombay, Mahabaleshwar es una enorme meseta que mide 150 km², rodeada de valles por todos los lados. Muchos turistas también visitan a la cercana Panchgani. Después de la construcción de una nueva carretera, está a sólo unas 5 horas de Bombay.
Alcanza una altura de 1438 m (4710 pies) sobre el nivel de mar en su pico más alto, en el lugar conocido como Wilson/Sunrise Point.
Mahabaleshwar, llamada "la Reina de Estaciones de Colina", servía como la capital de verano de la provincia de Bombay durante el dominio británico, y hoy es un centro turístico muy popular y elegido para pasar una inolvidable luna de miel.
El área es también un sitio de peregrinación muy importante para los hindú, y es la ubicación del Templo de Mahabaleshwar.
Mahabaleshwar comprende tres pueblos: Malcolmo Peth, el viejo "Kshetra" Mahabaleshwar y parte del pueblo de Shindola.

## En la historia
La primera mención histórica de Mahabaleshwar se remonta hasta el año 1215 cuando el Rey Singhan de Deogiri visitaba al viejo Mahabaleshwar. En tiempos presentes, Mahabaleshwar nació en el año 1829-30 y en los viejos registros es mencionado como Malcolmo Peth, pero en la práctica hoy lo conocen como Mahabaleshwar.
- Datos: Q463273
- Multimedia: Mahabaleshwar / Q463273